# 1683 az irodalomban
Az 1683. év az irodalomban.

## Új művek
- Megjelenik Bernard Fontenelle francia író, tudós szatirikus műve: Dialogues des morts (Halottak beszélgetései).
- Bemutatják Thomas Otway  drámáját: The Atheist (vagy 1684-ben).

## Halálozások
- április 28. – Daniel Casper von Lohenstein német jogász, diplomata és költő (* 1635)